# Chandrabanda, Raichur
Chandrabanda là một làng thuộc tehsil Raichur, huyện Raichur, bang Karnataka, Ấn Độ.